# Wiszący Kociołek

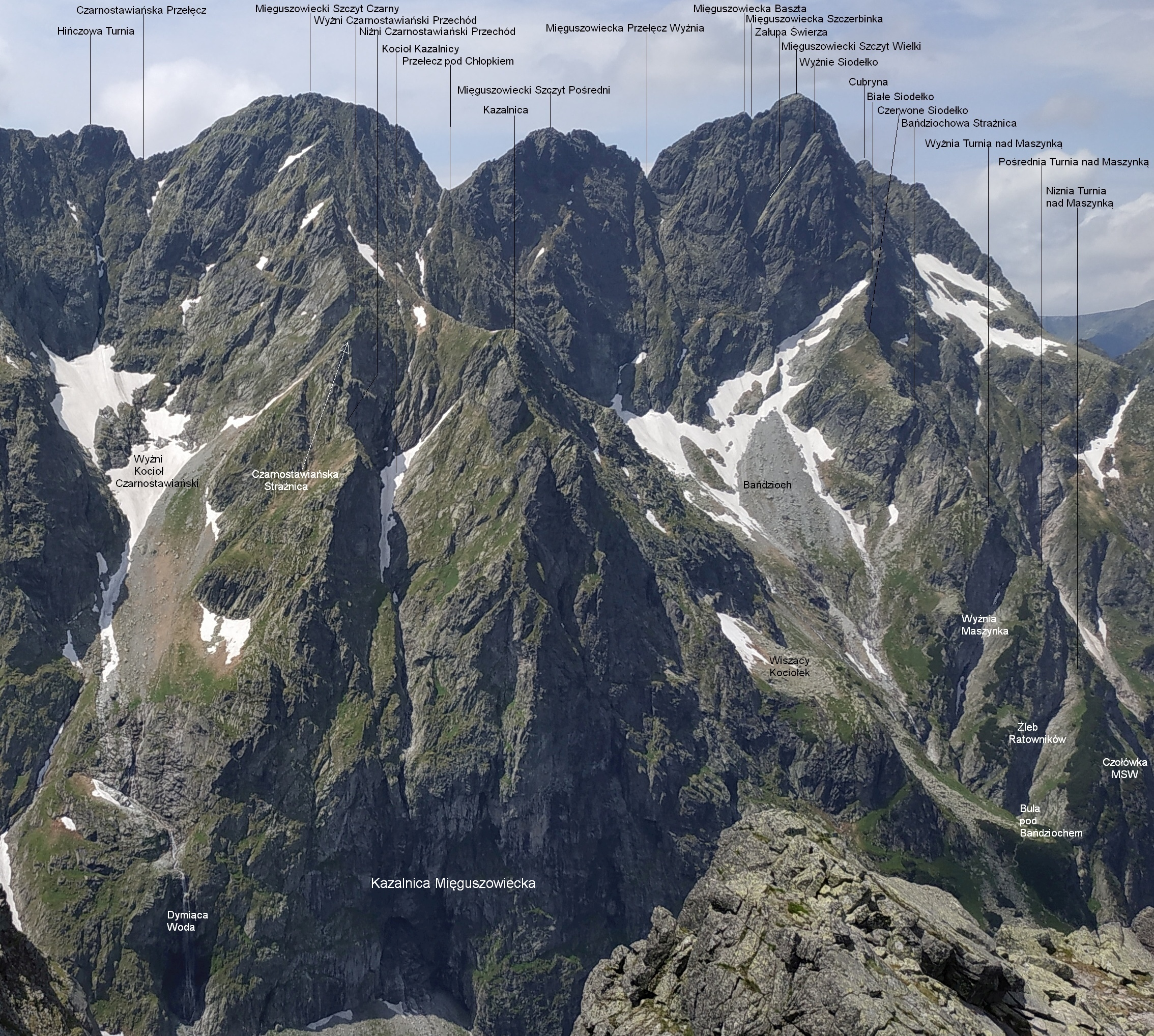

Wiszący Kociołek – położony na wysokości około 2050 m kocioł na północno-wschodniej grzędzie Mięguszowieckiego Szczytu Czarnego w Tatrach Polskich. Znajduje się w dolnej części prawej (patrząc od dołu) gałęzi tej grzędy zakończonej Bulą pod Bańdziochem. Jest zawalony rumowiskiem głazów. Od wschodniej strony Wiszący Kociołek opada ścianką do Bańdziocha, od wschodniej urwiskiem do depresji oddzielającej ten odcinek grzędy od Kazalnicy Mięguszowieckiej.